# PGC 1027693
LEDA/PGC 1027693 ist eine Balken-Spiralgalaxie vom Hubble-Typ SB im Sternbild Eridanus. Sie ist schätzungsweise 510 Millionen Lichtjahre von der Milchstraße entfernt und hat einen Durchmesser von etwa 65.000 Lichtjahren. Vom Sonnensystem aus entfernt sich das Objekt mit einer errechneten Radialgeschwindigkeit von näherungsweise 11.500 Kilometern pro Sekunde.